# Norman Gagne
Norman Curris Gagne (* 3. Januar 1911 in Montreal; † 28. November 1986, Montreal) war ein kanadischer Skispringer.

## Werdegang

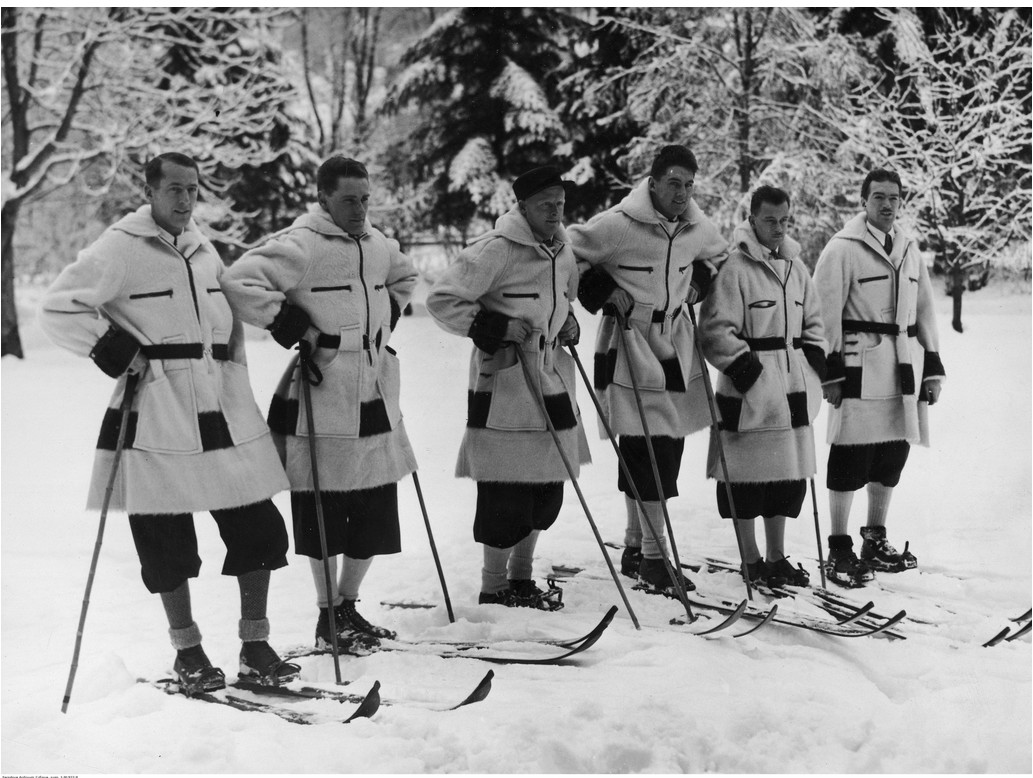
1936

Gagne gehörte als Mitglied des kanadischen Skiteams zum Kader für die Olympischen Winterspiele 1936 in Garmisch-Partenkirchen. Nachdem er nach dem ersten Sprung auf der Großen Olympiaschanze auf 58 Meter nur Rang 42 belegt hatte, konnte er sich nach einem Sprung auf 57 Meter im zweiten Durchgang noch auf den 38. Platz verbessern.